# Cléopâtre
Cléopâtre è un balletto in un atto di Michel Fokine su libretto dello stesso Fokine e musiche di Anton Arenskij, Sergej Ivanovič Taneev, Nikolaj Rimskij-Korsakov, Michail Glinka, Aleksandr Glazunov, Modest Petrovič Musorgskij e Nikolaj Čerepnin. 	

## Storia
Venne rappresentato per la prima volta come spettacolo di beneficenza, sotto il titolo "Une Nuit d'Égypte" il 2 marzo 1908 al Teatro Mariinskij di San Pietroburgo. Gli interpreti principali erano Anna Pavlova (Ta-Hor), Michel Fokine (Amoun), Elizaveta Tihmé (Cleopatra), Tamara Karsavina e Vaclav Nižinskij nella parte degli schiavi prediletti di Cleopatra.
Il 2 giugno 1909, fu presentato al pubblico parigino dalla produzione dei Balletti Russi di Sergej Djagilev al Théâtre du Châtelet, con Ida Rubinštejn nella parte di Cleopatra. Le scenografie e i costumi erano di Léon Bakst.
Una ripresa fu realizzata a Londra al Coliseum Theatre il 5 settembre 1918. Poiché nel 1917, durante una tournée in America latina, le scenografie del balletto erano state distrutte da un incendio, Djagilev fece eseguire una nuova scenografia da Robert Delaunay. I costumi per i nuovi protagonisti Ljubov' Černyšëva e Léonide Massine, furono disegnati dalla moglie Sonia Delaunay.
Il pittore Kees Van Dongen, dopo aver assistito al balletto, raffigurò una scena chiave interpretata da Anna Pavlova (Ta-Hor) e Ida Rubinštejn (Cleopatra), adagiata su di un letto, nel suo quadro Souvenir d'une soirée à l'Opéra russe, 1909.
Dopo aver assistito alla prima di Cléopâtre a Berlino, il Kaiser Guglielmo II incitò i membri della sua Società di Egittologia a studiare la scenografia di Bakst.

## Trama
In epoca egizia, durante il regno di Cleopatra, due giovani innamorati, Ta-Hor e Amoun, si incontrano all'esterno di un tempio ma vengono interrotti dal Gran sacerdote che annuncia l'arrivo di Cleopatra e della sua corte. Appena vede la regina, Amoun se ne innamora immediatamente; Ta-Hor cerca, invano, di riconquistare il suo amore. Il giovane manda un messaggio a Cleopatra, al quale la regina risponde che acconsentirà a passare la notte con lui purché, all'alba, egli beva del veleno; Amoun accetta la proposta. L'indomani, Ta-Hor ritorna al tempio e trova il cadavere del proprio amato.
La trama prende spunto da una novella di Puškin, Notti egiziane, che ha per oggetto il tema della proposta lanciata da Cleopatra ai suoi ammiratori di scambiare la morte con una notte passata con lei.

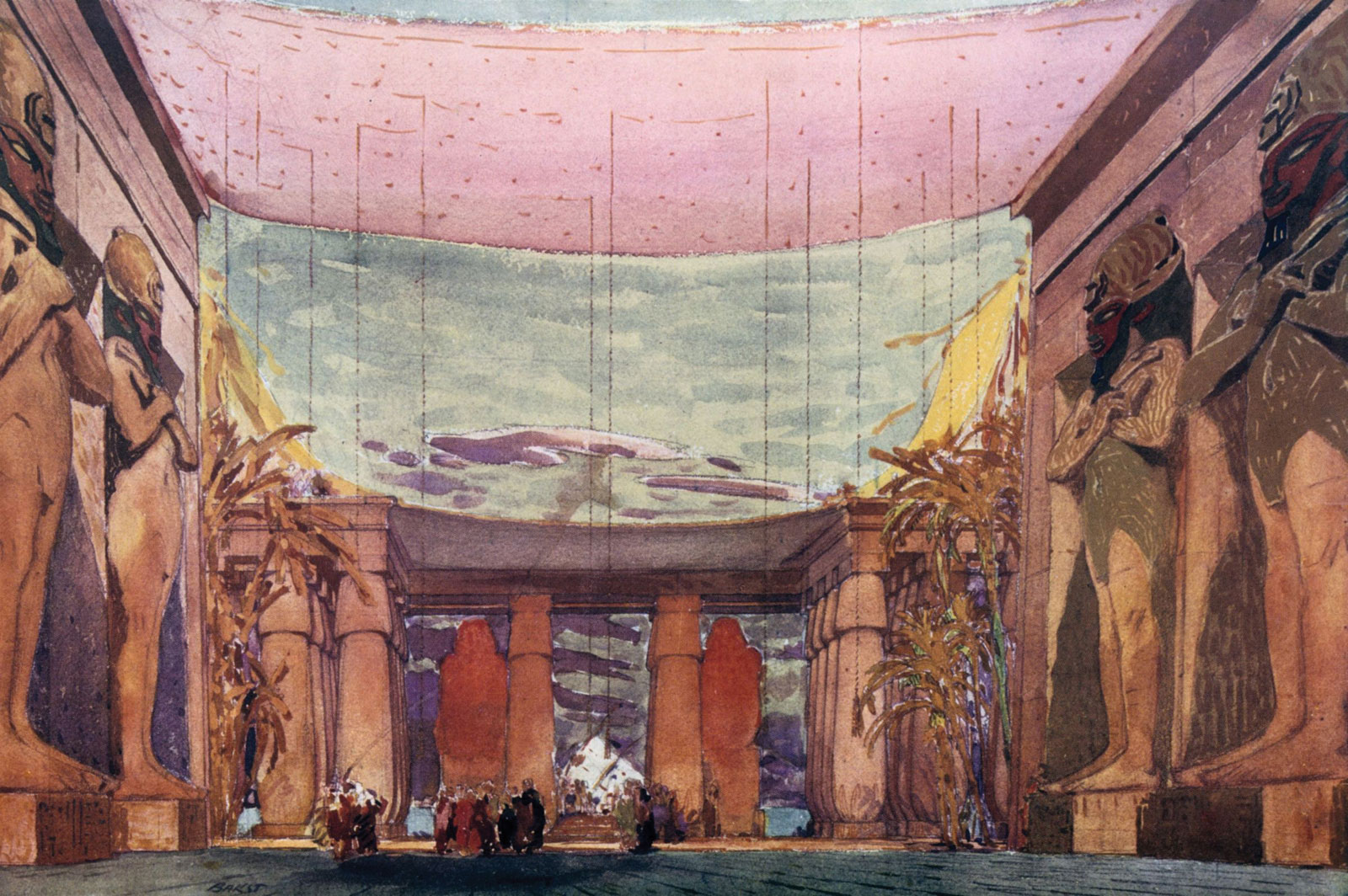
2. Scenografia di Léon Bakst 1909

## Importanza del balletto nella storia della danza
Tra le prime coreografie con le quali Michel Fokine, ancor prima di venire a Parigi, avviò la sua generale riforma della danza classica, il balletto presenta caratteri di novità per l'epoca, specie se confrontato a un altro balletto realizzato diversi anni prima nello stesso teatro e parimenti ambientato in Egitto: La Fille du Pharaon del 1862, coreografato da Marius Petipa.
È realizzato in un atto unico e non in tre, come tutti i successivi Balletti Russi di Djagilev, ed è frutto di una diretta e stretta collaborazione fra coreografo e scenografo/costumista, al fine di ambientare l'azione dei danzatori con scrupolo storico e coerenza.
Laddove nella coreografia di Petipa, nessuna modifica stilistica era stata apportata ai passi e alle sequenze di tecnica classica, che mantenevano la loro specifica identità a dispetto dell'ambientazione egizia, in Cléopâtre, Fokine ha focalizzato l'attenzione sull'espressività, al punto di scegliere quale protagonista una ballerina che fosse anche attrice (sia la Tihmé che la Rubinštejn erano allieve del Teatro Imperiale di arte drammatica), e ha cercato di evocare concretamente lo stile egizio quale ci è stato tramandato dall'arte figurativa, per esempio ricorrendo a posizioni di profilo, a gesti angolati, a polsi flessi e mani appiattite.
Nell'estetica fokiniana, però, tali innovazioni non costituiscono una modifica dei fondamenti della danza accademica perché mantengono uno schema pienamente classico, ma costituiscono le basi dell'innovazione del balletto in chiave moderna, poiché corrispondono a un'esigenza di verosimiglianza dell'azione scenica, e quindi sono funzionali a una maggiore espressività e a un maggiore impatto drammatico della danza stessa.

## Costumi
Uno dei cardini della riforma estetica avviata da Fokine è la coerenza dei costumi di danza con l'ambientazione.
Fokine nelle sue Memorie spiega come per la prima edizione del balletto, egli avesse dovuto fare uso sia di costumi che di scenografie, appartenenti a precedenti opere o balletti in stile egizio, create al teatro Mariinskj, constatando però che si trattava di abiti del tutto incongrui e privi di credibilità storica, per cui dovette rielaborarli con la moglie Vera Fokina. Bakst si limitò in quella occasione a disegnare i costumi dei solisti.
Lo scrupolo di verosimiglianza di Fokine giunse sino a chiedere ad Anna Pavlova di comparire in scena con un vero serpente fra le braccia, cosa cui la danzatrice acconsentì, seppure per la sola prima rappresentazione.
Nell'edizione dei Balletti Russi, i costumi furono creati tutti da Léon Bakst, che si dedicò ad uno studio approfondito dell'antico abbigliamento egizio.
Il modo innovativo di Fokine di concepire il ruolo del costume di danza si coglie mettendo a confronto i costumi femminili di La Fille du Pharaon risalenti al 1898, che comportano la semplice applicazione di decorazioni di stile egizio su di un costume tipico da danzatrice  (tutu,  collant rosa e scarpette da punta), accompagnati da un'acconciatura alla moda di fine ottocento, e quelli di Bakst che invece appaiono molto fedeli agli originali egiziani.

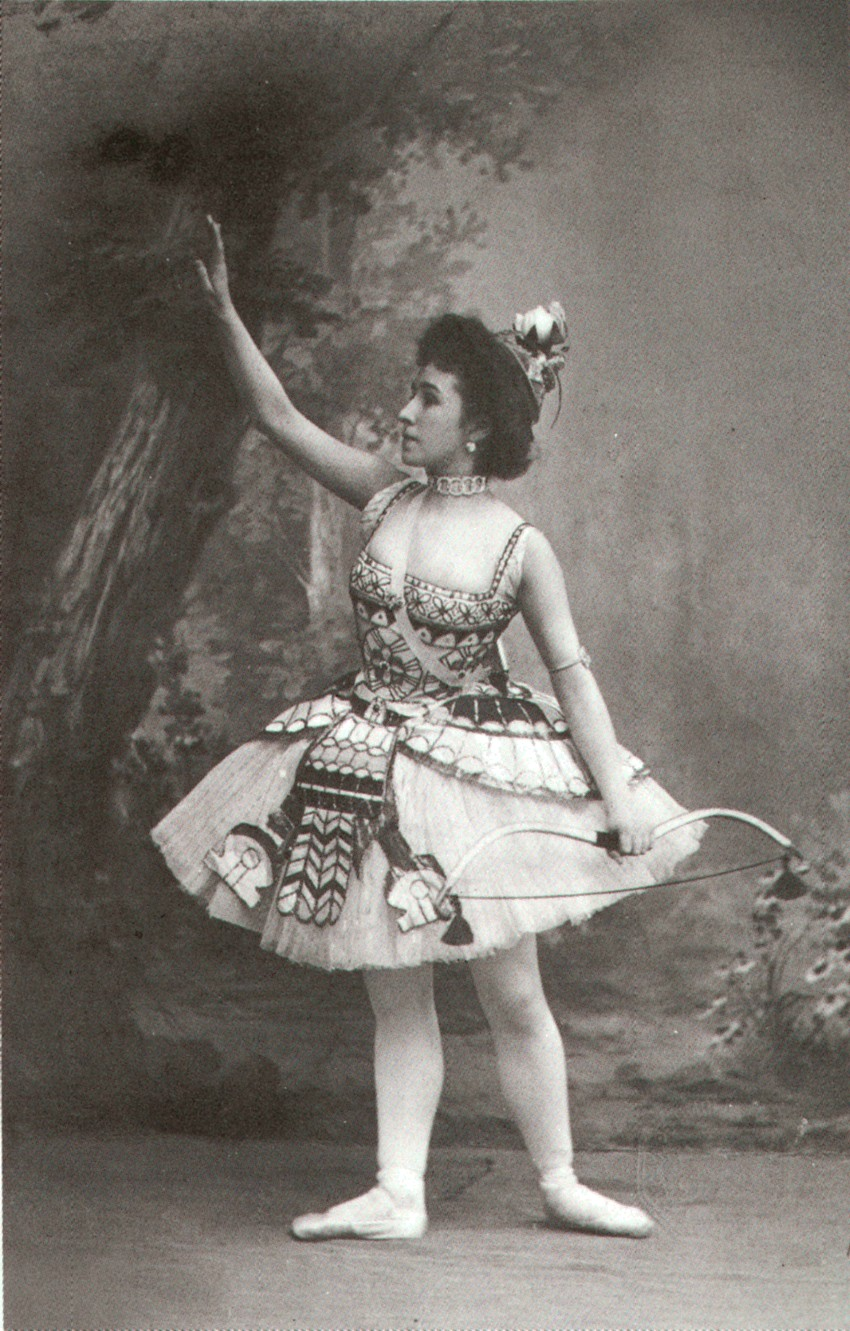
Kšesinskaja nella parte di Aspicia in La Fille du Pharaon 1898
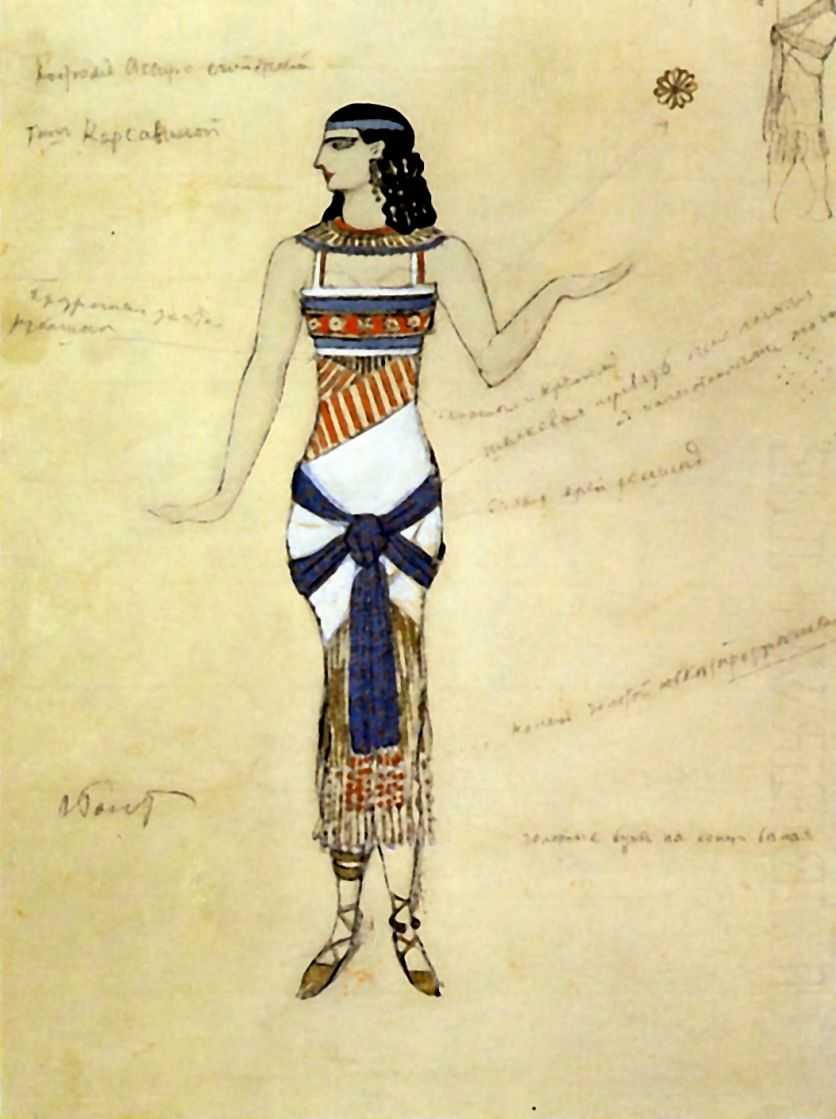
Costume di Léon Bakst per Karsavina 1907
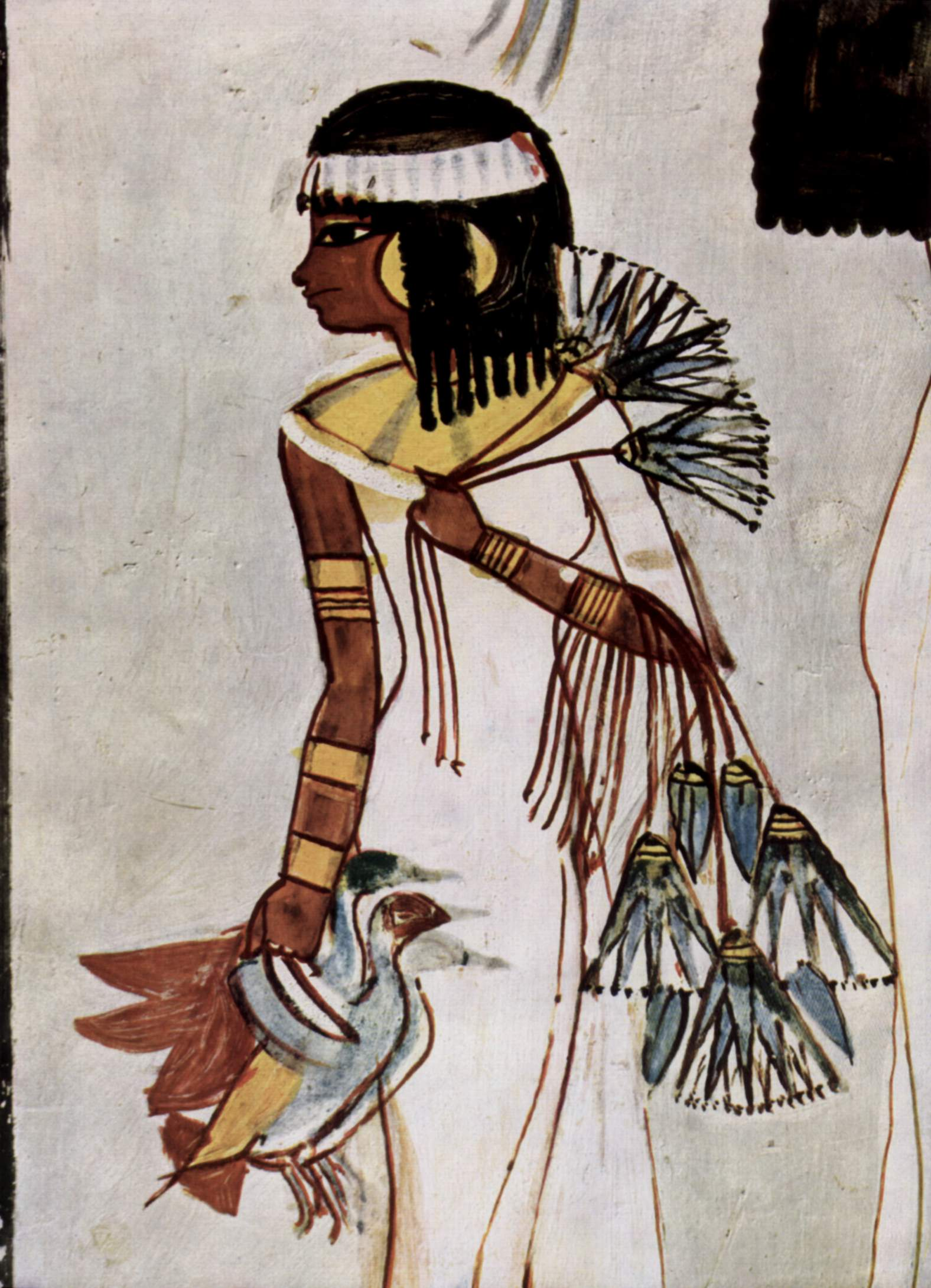
Affresco della tomba egizia di Menna, Tebe 1400 a.C.
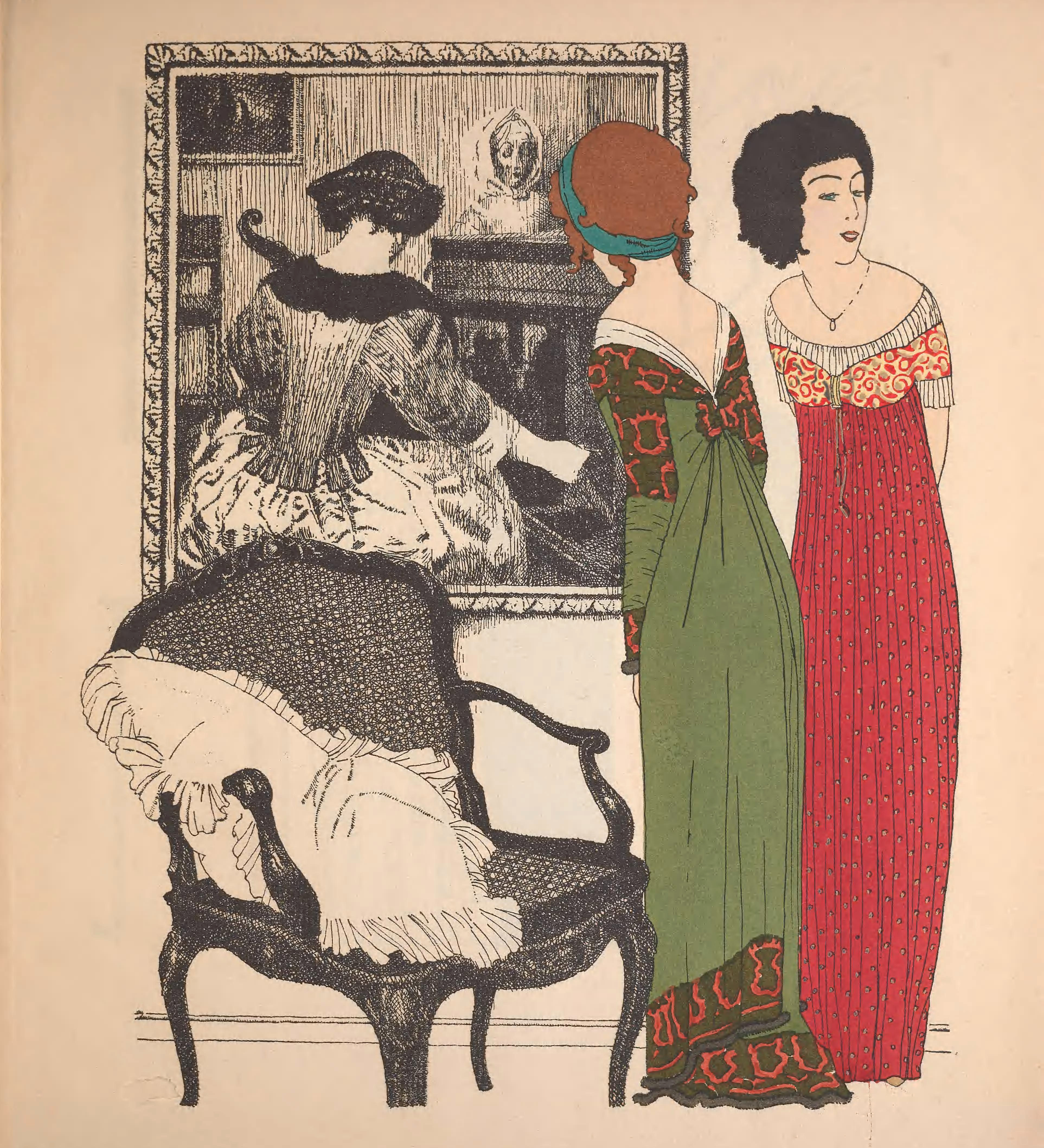
Abiti dalla linea scivolata di Paul Poiret 1908

I costumi di Cléopâtre fecero sensazione per l'innovazione dell'abbandono delle scarpette da punta, per le linee morbide che davano grande importanza al corpo dei danzatori, per la sensualità lussureggiante degli ornamenti e dei gioielli, per l'esotismo delle armonie cromatiche, inusuali per l'epoca e magistralmente utilizzate da Bakst. La nudità apparente di alcune parti del corpo dei danzatori era simulata da calzemaglie di seta color carne o da inserti color carne nei costumi, inserti che vennero poi ritoccati nelle fotografie in modo da divenire invisibili. La prima rappresentazione del balletto inaugurò in tutta Parigi la moda dei colori e delle fogge orientali che tanto doveva influenzare Paul Poiret. Per cogliere la innovativa carica erotica e l'impatto di questi costumi sul pubblico dell'epoca, si consideri il particolare dei capezzoli in rilievo nel costume della protagonista Cleopatra, specie se raffrontato al corset della Kšesinskaja.

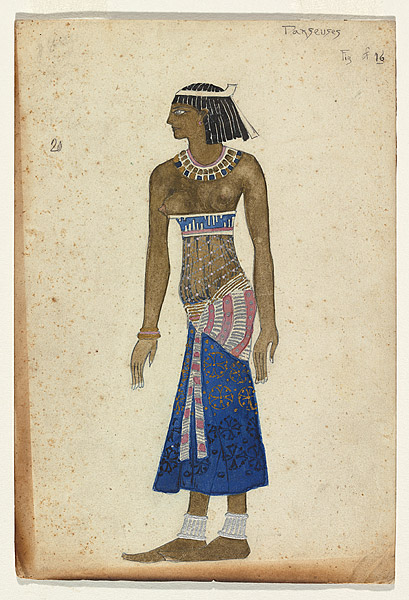
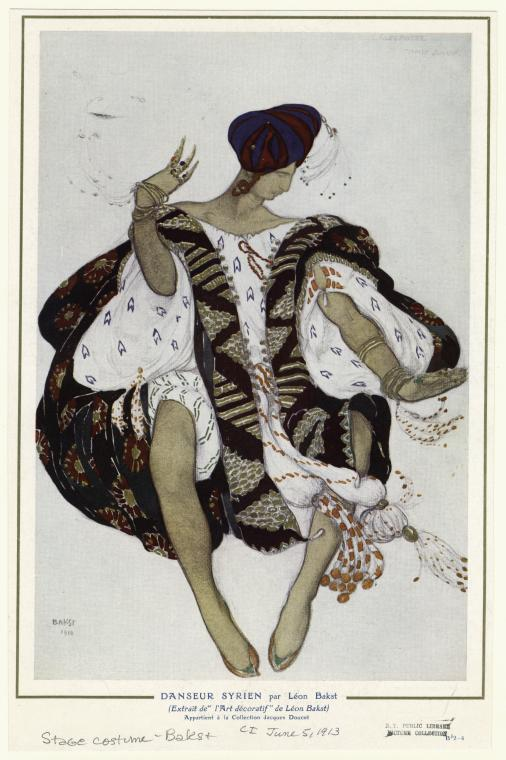
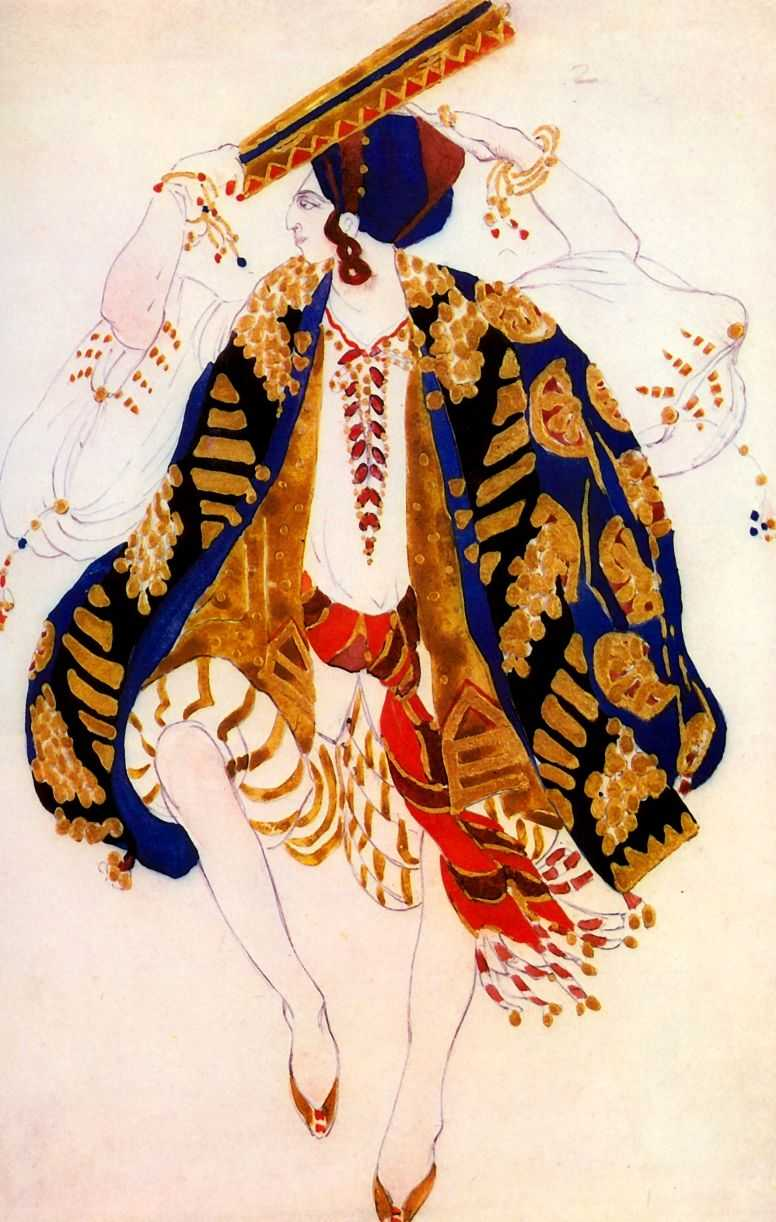
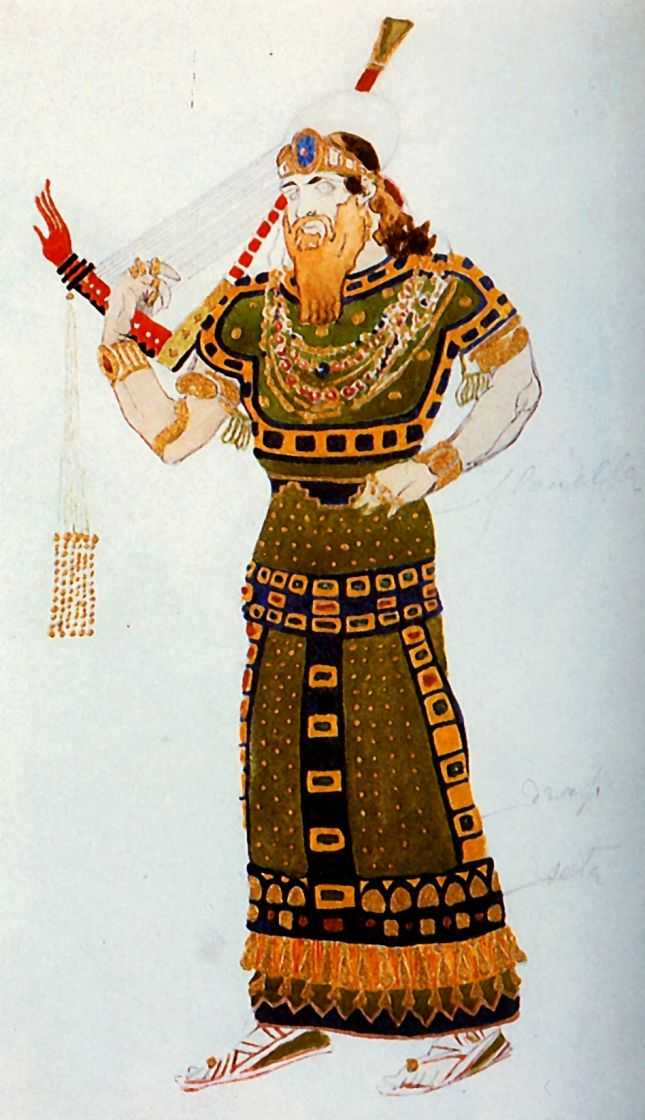
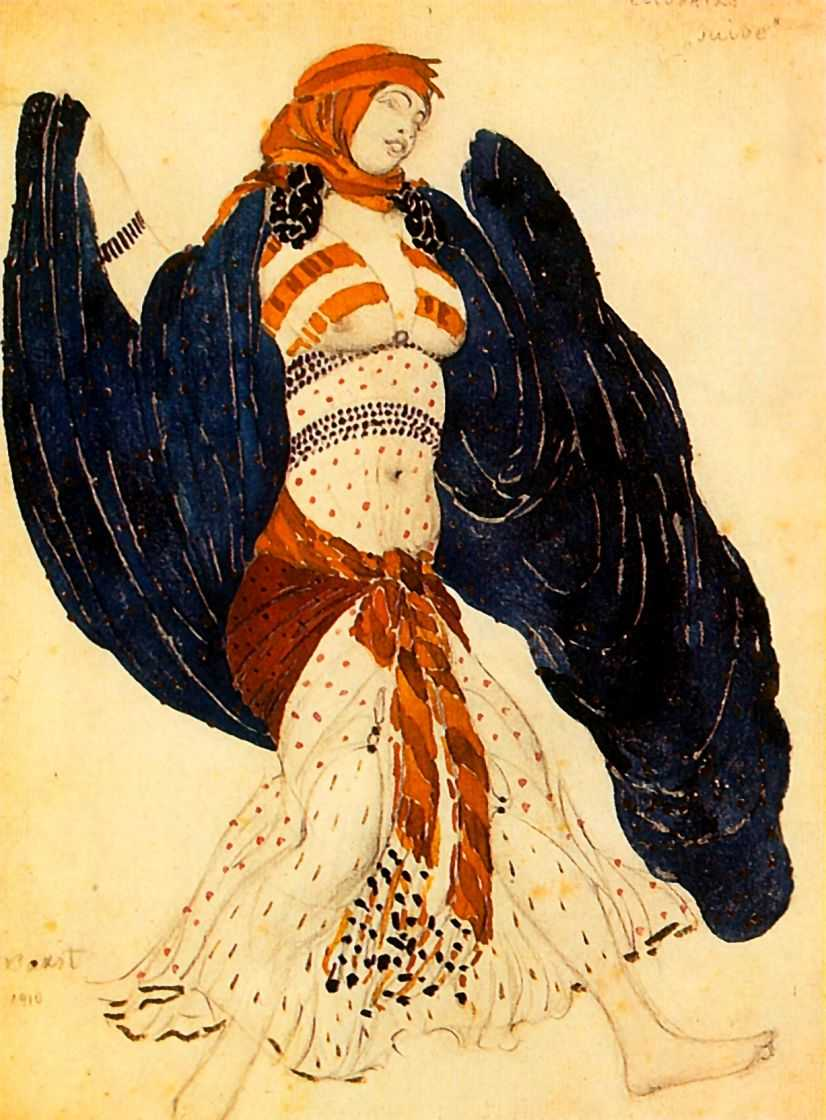
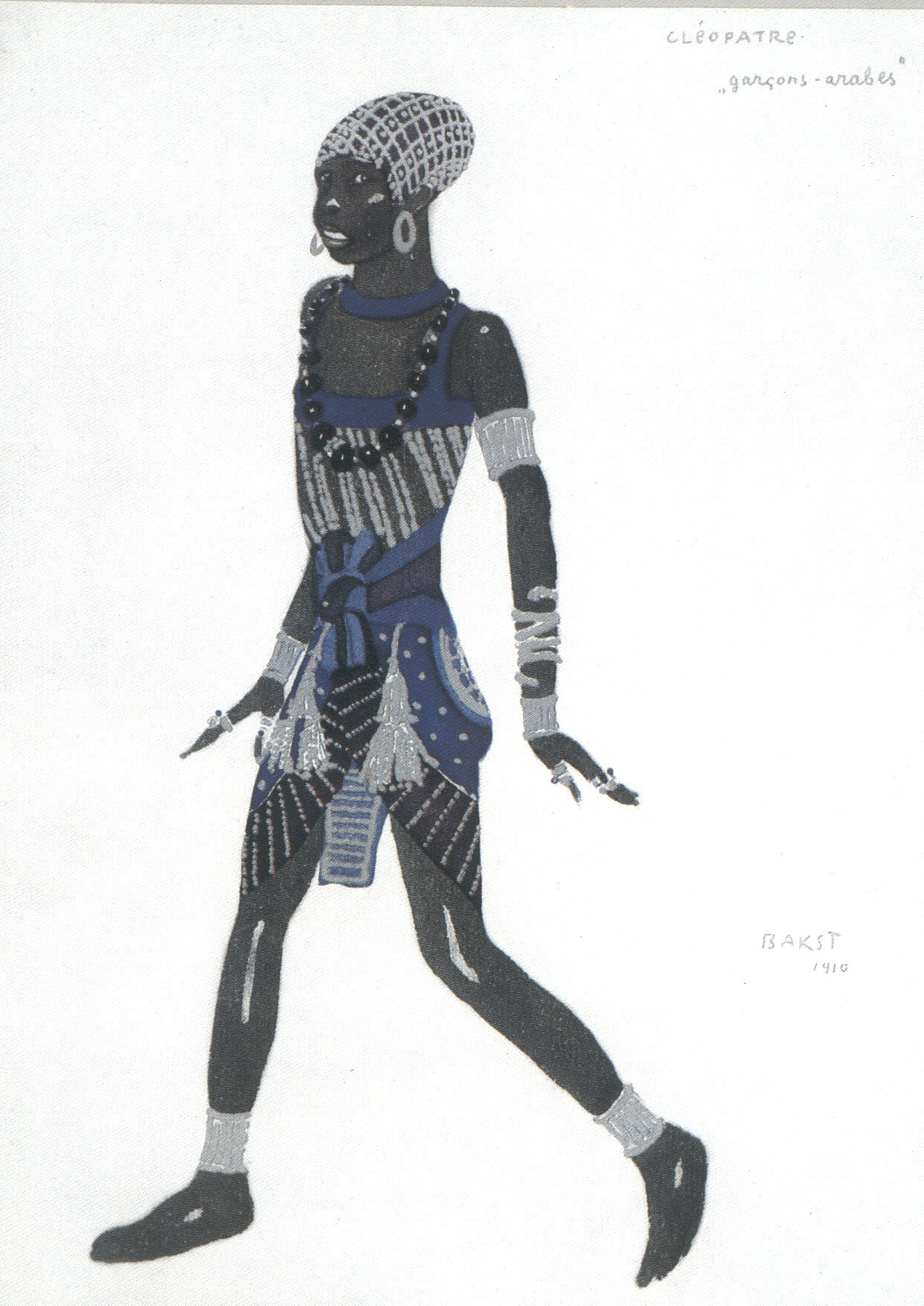